# لغة الشونا
الشونا (Shona) أو شيشونا (chiShona) هي إحدى لغات البانتو (Bantu languages)، وهي اللغة الرسمية لـ شعب الشونا في زيمبابوي وشمال زامبيا، ويُستخدم المصطلح لتحديد الشعوب المتحدثة لأي من لهجات لغة الشونا: زيزورو (Zezuru) وكارانيجا (Karanga) ومانيكا (Manyika) ونداو (Ndau) وكريكور (Korekore). (يرى بعض الباحثين أن كالانجا: (Kalanga) تعد إحدى اللغات المميزة في حد ذاتها.)
الشونا هي اللغة الرئيسية في زيمبابوي، بجانب نديبيلي (Ndebele) والإنجليزية كلغة للأعمال التجارية الرسمية. يتحدث نسبة كبيرة من سكان زيمبابوي لغة الشونا. الدول الأخرى التي يقطن فيها المتحدثون للغة الشونا هي زامبيا وبتسوانا وموزمبيق.
الشونا هي لغة البانتو التي يتحدثها الكثيرون على أنها اللغة الرسمية. وفقًا لعلم اللغات الحية، تضم الشونا لهجات كارانيجا وزيزورو وكريكور، التي يتحدث بها 10.8 مليون شخص تقريبًا. أدرج علم اللغات الحية لهجات الشونا مانيكا ونداو،  إدراجًا مختلفًا  ويتحدث بها 1,025,000 و2,380,000 شخص على التوالي. العدد الإجمالي لمتحدثي الشونا حوالي 14.2 مليون شخص. تعد الزولو (Zulu language) ثاني أكثر اللغات انتشارًا في لغات البانتو، إذ يتحدث بها 10.3 وفقًا لعلم اللغات الحية.
الشونا هي لغة قياسية مكتوبة تشتمل على قواعد الكتابة وقواعد اللغة التي تم تدوينها في أوائل القرن العشرين وأصبحت ثابتة في الخمسينيات. أول رواية كتبت بلغة الشونا، هي فيسو (Feso) لـ سليمان موتسويرو، نُشرت عام 1957. كما يتم تعليم الشونا في المدارس، لكن لا يوجد لغة تدريس عامة في المواد الأخرى. لها أدبها الخاص وتُوصف في القواميس أحادية اللغة وثنائية اللغة (على رأسها قاموس شونا-إنجليزي). تعتمد الشونا الحديثة على اللهجة التي يتحدثها شعب كارانيجا في مقاطعة ماسفينجو (Masvingo Province)، وهي منطقة حول زيمبابوي العظمى، وشعب زيزورو في وسط زيمبابوي وشمالها. إضافةً إلى ذلك، تتساوى جميع لهجات الشونا في أهميتها الرسمية ويتم تعليمها في المدارس المحلية.
الشونا هي إحدى لغات أسرة لغات بانتو الكبيرة. في تصنيف جوثري (Guthrie) لمناطق لغات البانتو، تُخصص المنطقة إس 10 مجموعة اللهجات ذات الاختلافات المتقاربة بينهما، مشتملة على الشونا الصحيحة، ومانيكا ونامبيا ونداو، في زامبيا ووسط موزمبيق وتوارا وتو (Tawara and Tewe) في موزمبيق والايكالانجا (Ikalanga language) في بتسوانا وغرب زيمبابوي.
انتقل متحدثو الشونا على الأرجح في هذه الأيام إلى زيمبابوي قادمين من مابونجوبوي (Mapungubwe) ومجتمعات كيه تو (K2) في ليمبوبو بجنوب إفريقيا قبل غزو المستوطنين الإنجليزيين. هناك اعتقاد خاطئ بأن متحدثي لهجة كارانيجا انخرطوا في ثقافة نديبيلي ولغتها وحولوها إلى الكالانجا. هذا المفهوم الخاطئ هو نتيجة مباشرة للانحياز السياسي الموجود في إطار المناهج الوطنية في زيمبابوي. تتحدث بتسوانا لغة كالانجا على نطاق واسع، حيث تنعدم نديبيلي. من المعتقد أن لغة كالانجا هي اللغة التي يستخدمها سكان مابونجوي (قسم الآثار بجامعة ويتس) (Witts University). إذا ثبت صحة ذلك، فيترتب عليه اشتقاق لهجة الشونا من الكالانجا. كارانيجا هي الأقرب للكالانجا من باقي اللهجات السابق ذكرها. تعد كارانيجا وكالانجا أقرب لفندا (Venda) من لهجات الشونا الأخرى.

## اللهجات
هناك العديد من اللهجات المختلفة في الشونا، ولكن المعتد به اللهجة الموحدة. وفقًا للمعلومات الصادرة عن علم اللغات الحية (عند استثناء كالانجا):
- لهجة الهوسا
- لهجة كارانيجا (شيكارانيجا). يتحدث بها أهالي جنوب زيمبابوي، بالقرب من ماسفينجو.

اللهجات الفرعية دوما (Duma) وجينا (Jena) ومهاري (Mhari) (ماري) (Mari) ونجوفا (Ngova) وفندا (وليست لغة فندا) ونيوبي (Nyubi) وجوفيرا (Govera).
- لهجة زيزورو (تشيزيزورو (Chizezuru) وبازيزورو (Bazezuru) وبازوزورا (Bazezuru) ومازيزورو (Bazezuru) وفازيزورو (Vazezuru) ووازيزورو (Wazezuru)). يتحدث بها أهالي ماشونالاند (Mashonaland)، ووسط زامبيا، بالقرب منهراري (Harare). اللغة القياسية.

اللهجات الفرعية، جوفا (Gova) ومبيري (Mbire) وتسونجا (Tsunga) وكاتشيكواكوا (Kachikwakwa) وهارافا (Harava) ونوهو (Nohwe) ونجانجا (Njanja) ونويفو (Nobvu) وكوازفيمبا (Kwazvimba)(زامبيا).
لهجة *كريكور (الشونا الشمالية وجوبا (Goba) وجوفا (Gova) وشانجوي (Shangwe)). يتحدث بها أهالي شمال زيمبابوي، بالقرب من مفوروي (Mvurwi).
اللهجات الفرعية: بوديا (Budya) ووجوفا وتاندي (Tande) وتافارا (Tavara) ونيونجوى (Nyongwe) وبفندي (Pfunde) وشان جو (Shan Gwe).
تعد لغة نداو التي يتحدثها سكان موزمبيق وزيمبابوي، ولغة مانيكا التي يتحدث بها سكان شرق زيمبابوي، بالقرب من موتاري (Mutare)، لغات يظهر فيها الوضوح الجزئي مع الشونا، ويعتبرها المتحدثون أنها منحدرة من الشونا. وقد استُخدمت مواد القراءة والكتابة للغة نداو في المدارس الابتدائية. قد تختلف تجيكالانجا (TjiKalanga) عن باقي اللغات الأخرى الموجودة في الشمال في يومنا هذا في ماتابيليلاند (Matabeleland). إضافة لذلك، كانت هي اللغة الرسمية لإمبراطورية نياي (Nyai Empire)، واشتهرت بإمبراطورية لوزوي/ روزفي (Rozvi/Lozwi)، وبالطريقة نفسها التي تؤثر فيها اللغات الرسمية على اللغات المستوطنة، زحفت كلماتها ببطء حتى دخلت في اللغات التي تتحدث بها الإمبراطورية آنذاك ومن ثم، كان هناك تشابه مع الشونا وسوثو (Sotho) وحتى مع بعض قبائل نجوني (Nguni) التي خضعت في مرحلة ما لتأثير مامبو/نياي (Mambo/Nyai) أو القبائل الأخرى خاصة ناداوندو (Ndwandwe). في موزمبيق، يرجع أصل تسونجا ووهلينجوي (Hlengwe) أيضًا إلى نياي / لوزوي / روزفي. يجب تذكر روزفي. شانكوي (Shankwe) هي إلى حد كبير لغة كالانجا. يبدو أن نياي / لوزوي / روزفي لديها أنظمة طبقية وتعتبر شانكوي في التصنيف الأدنى لروزفي أو في بيت روزفي الصغير. وكان ذلك واضحًا لأغراض التعاقب، حيث لم يتم اختيار "هادزاش" (hadzashe)[ اللجنة الانتخابية]" لشانكوي كأباطرة لوزوي. ولم يتبين السبب حتى الآن ولكن على مايبدو أن مجتمعات كالانجا / لوزوي قدمت للناس قواعد مختلفة ويمكن أن يكون لشانكوي دور محدد بطريقة مشابهة توحي بأن نلييا/موندامبيلي (Nleya/Mundambeli) رُقباء وأن كوفي (Khuphe)، المعروفة في الأصل ب"تشيبي" (Tshipi) كانت خاصة بصناعة الحديد.[ لاحظ أن نظام التصنيف بين لوزوي لم يكن متشابهًا بأي حال من الأحوال مع نديبيلي التي كانت تمتلك قواعد مقيدة حتى في الطبقة العليا لم يُسمح لأبيزانسي (abezansi) بالزواج من الطبقات السفلى. إضافة إلى ذلك، يبدو أن هذا الجانب قد صاغه المؤرخون الأوربيون القدامى ممن أرادوا رسم صورة وحشية عن نديبيلي لزيادة الانقسام. تشير الاستنتاجات العقلانية في واقع الأمر إلى الاتجاه المعاكس. كانت خومالوس (Khumalos) وسوازيلاند (Swazis) وزولو (Swazis) الموجودة آنذاك، مجموعة "أبيزانسي" وهي في الأساس مجموعة من الجنود، ومن ثم تنم الافتراضات على أنهم كانوا ذكورًا. ومن ثم لم يستطع مزيليكازي (Mzilikazi) أن يمتلك أي سياسة قومية تقييدية أو نظام طبقي حتى لا ينعكس ذلك مسببًا عدم توافر أي امرأة للزواج. بل يبدو أنه شجع هؤلاء للزواج من العلماء حيث اقترح على مزيليكازي الزواج من بنت مابو [ملك كالانجا/لوزوي/روزافي. إضافة إلى ذلك، لا تعد كلمة hole "حفرة" التي استخدمت لوصف الأشخاص الذين عثر عليهم مزيليكازي في زيمبابوي، والمعروفين أيضًا بأمانيبيلي كامابو (amaNdebele kaMambo) كلمة مهينة كما اقترح المؤرخون الأوربيون القدامى. وقدم مزيليكازي بدلاً من ذلك الاسم "أماهولانجوبو" (amaholangubo) بعد أن اكتشف هؤلاء الأشخاص المختلفين عمن يرتدون الملابس وليس بالعراة واستنتج أن ذلك بسبب تجارتهم مع البرتغاليين التي أجبرتهم على ارتداء الملابس].

## علم الأصوات والحروف الهجائية
تنتهي جميع المقاطع في الشونا بحرف لين. تأتي الحروف الساكنة دائمًا في المقطع التالي. على سبيل المثال، مانجواني mangwanani (Zi/mba/bwe.)(«الصباح») يتم فصلها كما يلي: ma/ngwa/na/ni; وزيمبابوي Zimbabwe Zi/mba/bwe.
تنتهي جميع الأفعال ب -a:
| - kutenda – "يشكر" - kuda – "يفضل أو يحب أو يريد" - kuenda – "يذهب" - kusvika – "يصل" - kudya – "يأكل" | - kutamba – "يرقص أو يلعب" - kurara – "ينام" (kuvata) - kudzoka – "يعود" - kuseka – "يضحك" - kuchema – "يبكي" |

تنطق الحروف المتحركة الخمسة في الشونا (a, e, i, o, u) كما هي في الإسبانية: [a, e, i, o, u]. ينطق كل حرف متحرك منفردًا حتى ولو جاء بعد حرف آخر. على سبيل المثال "Unoenda kupi؟" (أين تذهب؟) تُنطق [u.no.e.nda ku.pi].
الحروف الأبجدية هي،
| الحرف | آي بي أيه             |
| ----- | --------------------- |
| a     | /a/                   |
| b     | /ɓ/                   |
| bh    | /b/                   |
| ch    | /tʃ/                  |
| d     | /ɗ/                   |
| dh    | /d/                   |
| dy    | /dʒɡ/                 |
| dzv   | /dz͎/                  |
| e     | /e/                   |
| f     | /f/                   |
| g     | /ɡ/                   |
| h     | /h/                   |
| i     | /i/                   |
| j     | /dʒ/                  |
| k     | /k/                   |
| m     | /m/                   |
| mh    | /ʔ/                   |
| n’    | /ŋ/                   |
| n     | /n/                   |
| o     | /o/                   |
| p     | /p/                   |
| r     | /r/[بحاجة لمصدر]      |
| sh    | /ʃ/[بحاجة لمصدر]      |
| sv    | /s͎ ~ sɸ/[بحاجة لمصدر] |
| svw   | /s͎w/                  |
| sw    | /sw ~ skw/            |
| t     | /t/                   |
| tsv   | /ts͎/                  |
| ty    | /tʃk/                 |
| u     | /u/                   |
| v     | /ʋ/[بحاجة لمصدر]      |
| vh    | /v/                   |
| w     | /w/                   |
| y     | /j/                   |
| z     | /z/                   |
| zh    | /ʒ/[بحاجة لمصدر]      |
| zv    | /z͎ ~ zβ/[بحاجة لمصدر] |
| zvw   | /z͎w/                  |
| zw    | /zw ~ zɡw/            |

الحرفان المدمجان ps وbz ينطقان /ps͎/ و/bz͎/،[بحاجة لمصدر] وmbw يُنطق/mbɡ/.

### أحرف الصفير
تحتوي الشونا وباقي لغات جنوب وشرق إفريقيا على أصوات صفير، على النقيض من معظم اللغات الأخرى حيث يكون الصفير دلالة على اضطراب الكلام. (لا يجب الخلط بين ذلك ولغة الصفير.)
أحرف الصفير في الشونا عبارة عن صامت احتكاكي متمثلًا في "sv" و"zv" وصامت موقوف احتكاكي "tsv" و"dzv".
| الصوت | المثال         | الترجمة        | ملاحظات                                |
| ----- | -------------- | -------------- | -------------------------------------- |
| sv    | masvosvobwa    | "نجوم الرماية" |                                        |
| sv    | masvosve       | "النمل"        |                                        |
| tsv   | tsvaira        | "يكنس"         | (الشونا القياسية)                      |
| svw   | masvavembasvwi | "متآمر"        | (لهجة شانجوي، كريكور)                  |
| zv    | zvizvuvhutswa  | "شذرات الذهب"  | (لهجة تسونجا، زيزورو)                  |
| dzv   | akadzva        | "أخفق"         |                                        |
| zvw   | huzvweverere   | "عواطف"        | (لهجة جوفا، كريكور)                    |
| nzv   | nzvenga        | "يراوغ"        | (شاونا القياسية)                       |
| zvc   | muzvcazi       | " درب التبانة" | . لا توجد إلا في لهجة نجوفا، كارانيجا. |
| svc   | chisvcamba     | "سلحفاة"       | . لا توجد إلا في لهجة نجوفا، كارانيجا. |

أثارت أحرف الصفير اهتمام الجمهور الغربي ووسائل الإعلام عام 2006، لسؤالهم عن كيفية نطق اسم مورغان تسفانغيراي (Morgan Tsvangirai)، قائد حزب الحركة من أجل التغيير الديمقراطي في زيمبابوي. أوصت بي بي سي (BBC) بالنطق «تشانج-جير-آيي» (chang-girr-ayi).